# O’Neal (Familienname)
O’Neal ist ein englischer Familienname.

## Namensträger
- A. Daniel O’Neal (1936–2017), US-amerikanischer Regierungsbediensteter und Manager
- Alexander O’Neal (* 1953), US-amerikanischer R&B-Sänger
- Charles O’Neal (1904–1996), US-amerikanischer Drehbuch- und Romanautor
- Chris O’Neal (* 1994), US-amerikanischer Schauspieler, Sänger und Komponist
- Dave O’Neal (1937–2021), US-amerikanischer Politiker
- Deltha O’Neal (* 1977), US-amerikanischer Footballspieler
- Edward A. O’Neal (1818–1890), US-amerikanischer Politiker
- Emmet O’Neal (Politiker, 1853) (1853–1922), US-amerikanischer Politiker und Gouverneur (Alabama)
- Emmet O’Neal (Politiker, 1887) (1887–1967), US-amerikanischer Diplomat und Politiker (Kentucky)
- Frederick O’Neal (1905–1992), US-amerikanischer Schauspieler und Gewerkschafter
- Griffin O’Neal (* 1964), US-amerikanischer Schauspieler
- Ivan O’Neal († 2024), Politiker in St. Vincent und den Grenadinen
- James O’Neal (1949–1998), US-amerikanischer Opernsänger (Tenor)
- Jamie O’Neal (* 1966), australische Countrymusikerin
- Jermaine O’Neal (* 1978), US-amerikanischer Basketballspieler
- Jim O’Neal (* 1948), US-amerikanischer Bluesexperte, Autor, Musikproduzent und Labelbetreiber
- Johnny O’Neal (* 1956), US-amerikanischer Pianist und Sänger
- Justin O’Neal (* 1977), US-amerikanischer Tennisspieler
- Kathleen O’Neal Gear (* 1954), US-amerikanische Historikerin und Schriftstellerin
- Leslie O’Neal (* 1964), US-amerikanischer Footballspieler
- Lorenzo O’Neal (* 1988), österreichischer Basketballspieler
- Maston E. O’Neal (1907–1990), US-amerikanischer Politiker
- Patrice O’Neal (1969–2011), US-amerikanischer Comedian und Schauspieler
- Patrick O’Neal (1927–1994), US-amerikanischer Schauspieler
- Ralph Telford O’Neal (1933–2019), britischer Politiker, Chief Minister der Britischen Jungferninseln
- Reagan O’Neal, US-amerikanischer Schriftsteller, siehe Robert Jordan (Schriftsteller, 1948)
- Renaldo O’Neal (* 1961), amerikanisch-österreichischer Basketballspieler und -trainer
- Ron O’Neal (1937–2004), US-amerikanischer Schauspieler
- Rose O’Neal Greenhow (1815–1864), Spionin der Südstaaten im Amerikanischen Bürgerkrieg
- Ryan O’Neal (1941–2023), US-amerikanischer Schauspieler
- Shaquille O’Neal (* 1972), US-amerikanischer Basketballspieler
- Stanley O’Neal (* 1951), US-amerikanischer Bankmanager
- Tatum O’Neal (* 1963), US-amerikanische Schauspielerin